# 川原由美子
川原 由美子（かわはら ゆみこ、1960年4月20日 - ）は、日本の漫画家。北海道北斗市生まれ、東京都育ち。血液型はO型。

## 経歴
小学生の頃から漫画を書き始め、中学生の頃から投稿を始める。中学の頃から登校拒否をするなど学校が嫌いで、高校に進学するも1か月で辞めてしまった。原稿を持って『週刊少女コミック』（小学館）編集部へ見学に行ってアシスタントになりたいと訴えたところ河野やす子を紹介してもらい、8月から約1年半、アシスタントを務めた。アシスタント中も『週刊少女コミック』や『花とゆめ』などに持ち込みを続けた。
デビュー以前はSFっぽい作品を描いていたが、河野やす子の担当者に見せたところ、「マニアックな方面へ行きたいんだったらいらない」と言われ、路線変更。『週刊少女コミック』の「まんが研究生」に応募し、努力賞に選ばれた。もう1作描いた後、1978年、『週刊少女コミック』10号に掲載の「こっちむいてマリー!!」でデビュー。
1979年、『週刊少女コミック』に「風のおとしもの」を初連載。以後、同誌には『KNOCK!』『すくらんぶるゲーム』を連載。
1983年から『別冊少女コミック』（小学館）に『前略・ミルクハウス』を連載。1985年、同作で第31回小学館漫画賞少女部門を受賞した。
1990年代以降は『月刊ASUKA』（角川書店）や『ネムキ』（朝日新聞出版）などに作品を発表する。

## 受賞歴
- 1985年 - 第31回小学館漫画賞少女部門（『前略・ミルクハウス』）
- 2011年 - 第11回センス・オブ・ジェンダー賞大賞（『ななめの音楽Ⅰ』『ななめの音楽Ⅱ』）[4]

## 作品リスト
1983年までは「川原由美子作品リスト」（『ぱふ』1984年3月号）参照
- いみていしょんみすてりあす（1977年、雑誌未発表、単行本『風のおとしもの』収録）
- こっちむいてマリー!!（『週刊少女コミック』（小学館）1978年10号） - デビュー作
- スプリング・ブルー（『週刊少女コミック』1978年17号）
- 春・まんなか（『週刊少女コミック増刊』1978年5/3号）
- ペパーミント・グリーン（『週刊少女コミック』1978年21号）
- 雨色の宇宙船（『週刊少女コミック』1978年29号）
- 本日快晴!（『週刊少女コミック』1978年39号）
- まじかる★ぼっくす（『週刊少女コミック増刊』1978年11/25号）
- 冬の海鳥（『週刊少女コミック』1979年1号）
- 風のおとしもの（『週刊少女コミック』1979年4-6号） - 初連載
- 午前3時のティータイム（『週刊少女コミック』1979年11号）
- 風街便り（『週刊少女コミック増刊』6/28号）
- 気まぐれ四銃士（『週刊少女コミック』1979年17号 - 1980年5号）
- やねうらべや通信（『週刊少女コミック』1980年3号）
- KNOCK!（『週刊少女コミック』1980年8号 - 1981年2号）
- ゆきどまりの森から（『コロネット』（小学館）初春の号）
- ストリート・キッズ（『週刊少女コミック』1981年5号）
- 25時のシンデレラ（『週刊少女コミック』1981年8-12号）
- 万華鏡（『コロネット』初夏の号）
- ムーンナイト・ららばい（『週刊少女コミック』1981年15号）
- サマー・チャイルド（『週刊少女コミック』1981年16号）
- そふと・タッチ（『週刊少女コミック』1981年17号）
- ミルキーロード（『週刊少女コミック』1981年18号） - 「やねうらべや通信」の続編
- すくらんぶるゲーム（『週刊少女コミック』1981年2号 - 1982年23号）
- 花盗人たちの夜（『週刊少女コミック』1983年1-3号） - 連作短編
- 前略・ミルクハウス（『別冊少女コミック』 （小学館）1983年3月号 – 1986年5月号）
- 吟遊詩人の街（『週刊少女コミック』1983年8号）
- 曇りガラスのむこうはいつも晴れている（『週刊少女コミック増刊』5/25号）
- ミッドナイトモーション（『週刊少女コミック』1983年17号）
- オータムプリンセス（『週刊少女コミック』1983年21号）
- ばいばいストロベリーデイズ（『週刊少女コミック』1984年6号）
- グルーミィ・ディ・ドリーム（『ちゃお』（小学館） 1984年10月号）
- ソルジャーボーイ（『ちゃお』 1984年12月号 - 1987年5月号） - 原作佐々木守
- ヒットラーの帽子（『ハロウィン』（朝日ソノラマ）1986年3月号）
- 夏だったね（『別冊少女コミック』1986年8月号）
- CLIMB THE MOUNTAIN（『別冊少女コミック』1986年10月号 - 1987年4月号）
- HAPPY BIRTHDAY TO US（『perky comic』（勁文社）1987年1月号）
- MOONLIGHT SHOWER（『ShortStories』（白泉社）1987年SUMMER号） - 佐藤道明との共作。
- 迷子のティンカーベル（『YOUNG YOU』（集英社）1987年9月号）
- 翡翠の森（『ちゃお』1987年12月号,1988年1月号）
- たちどまった冬景色（『別冊少女コミック』1988年2月号）
- 天使が堕ちた朝（『ShortStories』1988年SPRING号） - 佐藤道明との共作。
- かたゆでの朝（『ShortStories』1988年SUMMER号） - 佐藤道明との共作。
- ペーパームーンにおやすみ（『mimi Excellent』（講談社）1989年No.10,No.11,1990年No.14,No.15）
- BUBBLE GUM REVOLUTION（『mimi』（講談社）1989年18号,24号,1990年12号）
- ななめの音楽（『LaLa』（白泉社）1990年1月号） - 佐藤道明との共作。読切作品。
- ばら色の吐息（『mimi』1990年18号）
- 途中下車（『アニメージュ』（徳間書店）1990年10月号ふろく 漫画大行進'90 AUTUMN）
- ゴージャス -GORGEOUS-（『mimi Excellent』1990年No.17）
- センチメンタル（『mimi』1990年24号 - 1991年2号）
- ピ・ア・ス（『アニメージュ』1991年4月号ふろく 漫画大行進'91 SPRING）
- 明日見る夢（『コサージュ』（スタジオ・シップ）1991年VOL.1 - 1994年1月号）
- 遠い水音（『眠れぬ夜の奇妙な話』（朝日ソノラマ）1991年vol.3）
- 春を解く呪文（『眠れぬ夜の奇妙な話』1992年vol.5）
- あなたに逢いたい（『月刊Asuka』（角川書店）1992年2月号 - 5月号,7月号 - 10月号）
- 観用少女（『眠れぬ夜の奇妙な話』（朝日ソノラマ）1992年VOL.10,1993年VOL.16,1994年VOL.18,1994年VOL.20-1996年VOL.30,1996年5月号-1997年5月号,9月号,1998年5月号,9月号-1999年3月号,7月号-11月号,2000年11月号,2001年1月号,5月号）
- 夜の声（『眠れぬ夜の奇妙な話』1993年vol.11）
- 白い帽子の夏（『コサージュ』1993年10月号）
- デイ・ゲーム（『Jour』（双葉社）1993年11月号）
- BREATH（『コサージュ』1994年4月号）
- ソラミミPOST（『ミステリーJour Special』第46集（双葉社）1994年8/19号）
- PARK（『コミックaria』（光風社出版）1994年vol.1）
- 金米糖のハイヒール（『ミステリーJour Special』第55集 1995年10/19号）
- ソライロめがね（『ミステリーJour Special』第62集 1996年6月増刊号）
- マーマレード・スカイ（『ミステリーJour Special』第67集 1997年2月増刊号）
- BAKU -獏-（『ヤングロゼ』（角川書店）1997年6月号）
- りぼん（『ミステリーJour Special』第77集 1998年8月増刊号）
- 冷凍人間（『アワーズ・ガール』（少年画報社）2000年12月号）
- MANI-MAX（『アワーズ・ガール』2001年3月号）
- ななめの音楽（『ネムキ』（朝日新聞出版）2009年5月号 - 2011年1月号） - 佐藤道明原案
- バスタブで背泳ぎ（『シンカン』（朝日新聞出版） 2009年）
- TUKIKAGEカフェ（『シンカン』2010年VOL.02 - 2012年VOL.07）
- マカロンムーン（『Nemuki+』（朝日新聞出版）2013年5月号 - 2014年3月号） - 「ななめの音楽」の登場人物「伊咲こゆる」との共著

## アシスタント
- 麻原いつみ[6]
- 石垣環
- 佐藤道明